# 布伦瑞克工业大学

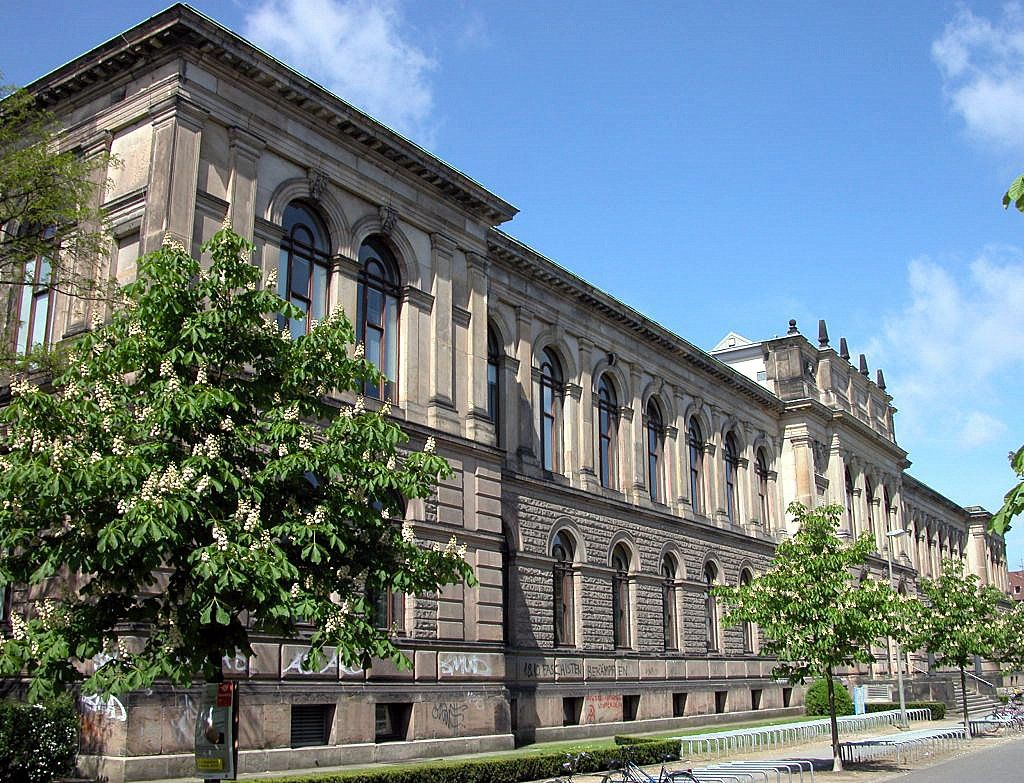
老主楼

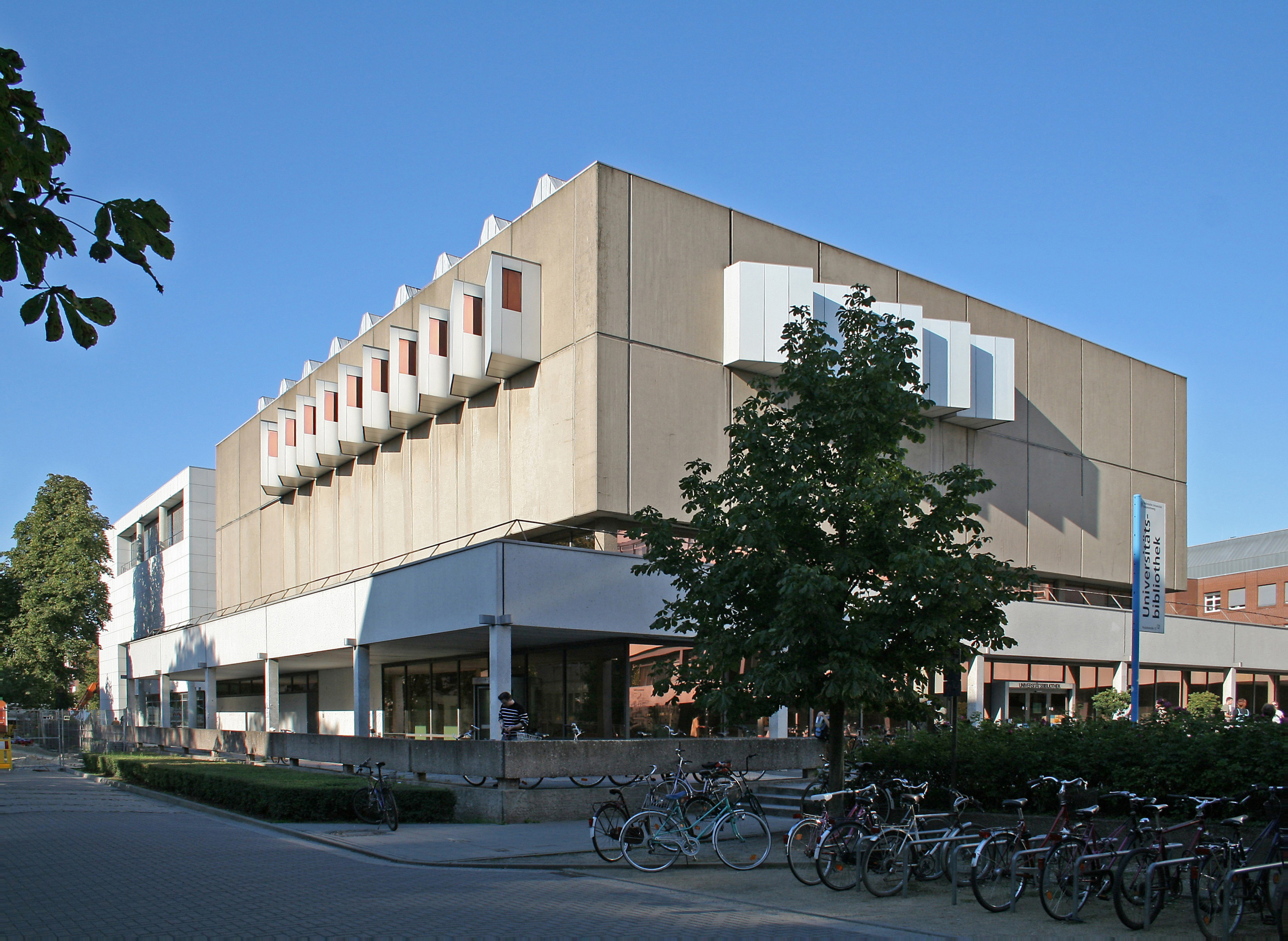
图书馆

不伦瑞克工业大学（德語：Technische Universität Braunschweig）是德国最早成立的工业大学，前身为不伦瑞克—吕讷堡公爵卡尔一世和威廉创建于1745年的卡罗林学院。现今是德国顶级工科大学之一。同时，不伦瑞克工业大学隶属于德国卓越工业大学联盟TU9以及欧洲高级工程教育和研究学校协会CESAER。

## 发展历程
不伦瑞克工业大学于1745年在不伦瑞克建立，前身为向综合大学过渡的学院 Collegium Carolinum, 直至1862年学校更为Polytechnische Schule。后于1878年作为Technische Hochschule，并在1968年成为Universität。其中，因为第二次世界大战而暂停授课，后在学院被毁七成的情况下重新开放，成为德国首批战后复课的大学。在该大学共诞生了3位自然科学领域的诺贝尔奖获得者。

## 学院配置
不伦瑞克工业大学下设6个学院，分别是:

1. 第一学院：高斯学院 （页面存档备份，存于）
2. 第二学院：生物科技学院 （页面存档备份，存于）
3. 第三学院：建筑工程学院 （页面存档备份，存于）
4. 第四学院：机械工程学院 （页面存档备份，存于）
5. 第五学院：电气信息学院 （页面存档备份，存于）
6. 第六学院：人文教育学院 （页面存档备份，存于）

其中电气信息学院与机械工程学院是拥有最多注册学生数的学院。整个大学共有1.85万注册学生。

## 科學研究实力
不伦瑞克工业大学作为德国历史最为悠久的理工大学，在机械，信息技术，材料，建筑上颇有建树。其中建筑工程在德国属于最高评级，和德国最顶级的建筑事务所有着很深的关联。而在机械与电气方面领导了德国的磁浮技术，并且在航空航天领域中，研发了先进的材料以及控制系统。同时不伦瑞克工业大学也为大众等顶级公司进行深入交流并负责其部分开发项目，如大众的无人驾驶技术等。除此之外，大学也开设针对年轻大学生的科研比赛项目，世界上最大的大学生自动汽车竞赛“Carolo Cup” 就是由不伦瑞克工业大学举办的。
同时为了纪念该大学在轨道交通建设上的贡献，从1992年起行驶于柏林东火车站与慕尼黑中央火车站之间的ICE 597与ICE 596被命名为“Carolo-Wilhelmina”。

## 院校排名
不伦瑞克在德国属于小而精致的理工大学，其强势专业无论在声望还是学术排名均在德国前列。

## 校友
- 卡爾·弗里德里希·高斯，德国著名数学家，曾在不伦瑞克工业大学的前身卡罗琳学院（Collegium Carolinum）学习。
- 克劳斯·冯·克利青，德国物理学家，1985年诺贝尔物理学奖获得者，曾在不伦瑞克工业大学学习物理，1969年3月大学毕业。
- 恩斯特·奥托·贝克曼，德国化学家，发明贝克曼温度计和发现贝克曼重排反应，曾在不伦瑞克工业大学学习毒物学。
- 理查德·戴德金，德国数学家。
- 曼弗雷德·艾根，德国化学家及生物物理学家，1967年诺贝尔化学奖获得者。
- 约翰·卡尔·威廉·伊利格，德国昆虫学家和动物学家。
- 格奥尔格·维蒂希，德国化学家，1979年诺贝尔化学奖获得者。
- 埃伯哈德·奥古斯特·威廉·冯·齐默尔曼，德国地理学家、动物学家。
- 陈霆，维基媒体理事会的第四任主席，1989-1993年在不伦瑞克学习电机工程。